# Pierre Sonis
Pour les articles homonymes, voir Sonis.
Pierre Sonis est un homme politique français né le 25 août 1799 à Port-Louis (Guadeloupe) et décédé le 8 avril 1879 à Toul (Meurthe-et-Moselle).
Propriétaire à Bitche, il est député de la Moselle de 1849 à 1851, siégeant à droite avec les monarchistes.

## Sources
- « Pierre Sonis », dans Adolphe Robert et Gaston Cougny, Dictionnaire des parlementaires français, Edgar Bourloton, 1889-1891 [détail de l’édition]